# Äran (linjeskepp)
Äran, officiellt HM Linjeskepp Äran, var ett linjeskepp i svenska Kungliga flottan. Fartyget byggdes på Karlskrona Örlogsvarv efter ritningar av Fredrik Henrik af Chapman och sjösattes den 28  augusti 1784. Bestyckningen bestod av 64 kanoner av olika kalibrar på två batteridäck. 

## Tjänstehistoria
Hon deltog i Gustav III:s ryska krig 1788-1790 och var ett av de skepp som lyckades klara sig genom flottans utbrytning i Viborgska gatloppet. Under Finska kriget 1808-1809 blockerade hon bland annat hamnen i Slite från den 12 maj 1808 under Ryska ockupationen av Gotland. 
Hon fungerade därpå som blockskepp vid Karlskrona 1809–10, varefter hon genomgick en omfattande ombyggnad åren 1834–1839 till en 46 kanoners fregatt, samtidigt blev hon omdöpt till Göteborg och besättningen minskades till 480 man. Hon tjänstgjorde sedan länge som utbildnings- och kadettfartyg. Under dansk-tyska kriget 1848–1849 ingick hon i de kombinerade svensk-norska eskaderna. År 1862 byggdes hon åter igen om och blev ett kolskepp. År 1874 såldes skeppet och förlades som kol- och proviantskepp i Flintrännan. Slutligen härjades hon 1880 av en eldsvåda och sjönk. Äran var med sina 90 tjänstgöringsår ett av de mest långlivade fartygen i svenska flottans historia.

## Fartygschefer
- Johan Hisingsköld, 1788